# Chaconina
La α-chaconina es un glucoalcaloide esteroide tóxico que se encuentra en plantas de la familia de las Solanaceae. Es un producto tóxico natural producido en las papas verdes y que les da un gusto amargo. Los tubérculos producen este glucoalcaloide como respuesta al estrés, proveyendo a la planta con propiedades insecticidas y fungicidas.
Algunos informes demuestran que la alfa-chaconina tendría varias propiedades anticancerígenas. La alfa-chaconina inhibió la metástasis de células A549, una línea de células neoplásicas altamente metastásicas, por una reducción de la actividad de la matriz metaloproteinasa-2 (MMP-2) y la matriz metaloproteinasa-9 (MMP-9) que implican la supresión de la vía de señalización de fosfoinositido 3-kinasa/Akt/NF-kappaB (PI3K/Akt/NF -kappaB). La inhibición de la metástasis por la alfa-chaconina podría ofrecer un mecanismo central para su acción quimioterapéutica eficaz

## Síntomas y tratamiento
Estos son similares a los síntomas de la ingestión de solanina. Hay una amplia variedad de síntomas que incluyen: dolor abdominal, diarrea, dolor de cabeza, etc.
No existe ningún medicamento para la desintoxicación pero si es justo después de su consumo, tomar un laxante o un lavado gástrico podría ser efectivo. Los síntomas pueden durar varios días.

## Toxicidad
La presencia de más de 20 mg/100g de glucoalcaloides del tubérculo es tóxica para los humanos.
Hay casos de muerte cuando las papas tienen un alto contenido de glucoalcaloides. Sin embargo, los casos son raros.
Algunas investigaciones muestran efectos teratogénicos en humanos, pero las investigaciones epidemiológicas también generaron investigaciones contradictorias. Es muy probable que el contenido de glucoalcaloides difiera según el cultivo, las condiciones de almacenamiento (especialmente la exposición a la luz solar) y las técnicas de procesamiento.